# Tumor
Tumor (též zduření) je jakékoliv lokalizované zatvrdnutí nebo otok tkáně. Zduření může být způsobeno nádorovým onemocněním, ale příčinou může být i lokalizované infekční onemocnění nebo alergická reakce (např. na bodnutí hmyzem).
V klinice se pojmem „tumor“ může označit jakákoli hmatná rezistence, ovšem kvůli silné asociaci pojmu „tumor“ s nádorovým onemocněním se toto označení již příliš neužívá. Pojem „tumor“ je většinou používán jen v souvislosti s nádorovým onemocněním.

## Pravěké tumory
Mnohé fosilní kostry pravěkých živočichů vykazují přítomnost tumorů, například některé druhohorní kostry dinosaurů nebo fosilie pravěkých želv.